# Pere Aldavert i Martorell

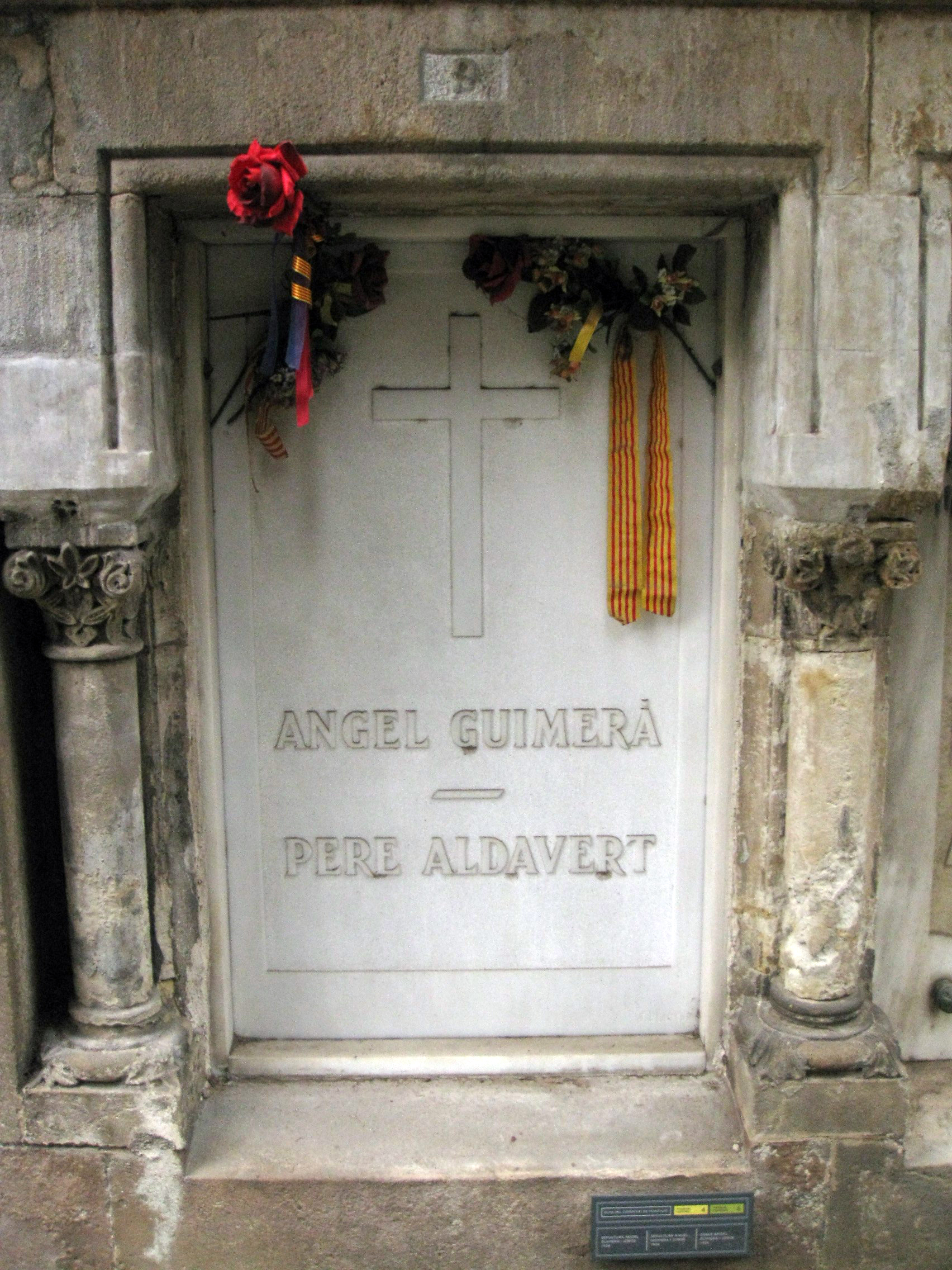
Tomba de Pere Aldavert i Àngel Guimerà al Cementiri de Montjuïc

Pere Aldavert i Martorell (Barcelona 13 de setembre de 1850 - íd. 1932) fou un periodista i polític català. Fou un dels més entusiastes impulsors dels inicis del moviment catalanista, del qual fou un personatge clau.

## Biografia
Fill de Joan Aldavert i Gay de Moià i de Maria Gràcia Martorell i Martí de Barcelona. Amb Àngel Guimerà i Francesc Matheu en la creació de l'entitat Jove Catalunya el 1870, en un principi de caràcter cultural però cada cop més polititzada. També col·laborava amb el setmanari La Gramalla, el seu òrgan oficial. El 1871 inicià la publicació de la revista La Renaixença (diari des del 1881) i que es mantingué fins al 1905, en bona part gràcies a la seva tenacitat i als seus articles escrits en un llenguatge planer i molt viu.
La seva relació amb Àngel Guimerà ha estat sempre considerada per la historiografia i el periodisme de profunda amistat, tot i que van conviure durant mitja vida al carrer Petritxol de Barcelona, es varen atorgar poders mutus davant notari el dia de Sant Valentí del 1910 i foren enterrats a la mateixa tomba. Hi ha qui qüestiona per tant si només eren amics, i alguns estudiosos consideren que mai es podrà saber del cert la tipologia de la seva relació personal.
Col·laborà destacadament amb la Lliga de Catalunya, i després amb el projecte unitari de la Unió Catalanista, a la primera assemblea de la qual (1892) intervingué en la discussió i aprovació de les Bases de Manresa. Els seus seguidors van promoure la creació de l'Associació Popular Regionalista, des d'on defensaren els seus plantejaments polítics radicals. La seva influència declinà amb l'arribada de les noves generacions nacionalistes que l'apartaren de la direcció de la Unió Catalanista, ja que es mantingué sempre fidel als seus plantejaments originaris. Va continuar publicant els seus articles en diverses publicacions.
Casat el 1877 amb Josefa Sabater i Nubiola natural de Masquefa varen ser pares de Juli, Eduard, Adriana i Sara Aldavert i Sabater, aquesta última hereva d'Àngel Guimerà.

## Obres
- Nòs amb nòs (1904)
- A la taleia (1906)
- Furgant pertot arreu (1906)
- Cantant i fent la meva (1906)
- Feina vella (1906)
- D'altres temps (1906)
- Feina nova (1906)
- Dels anys de la fàccia (1907)
- Encara són de moda (1907)
- A vol d'ocell (1907)
- Per matar l'estona (1907)
- Per fer la dotzena (1908)
- A salt de mata (1908)

## Fons personal
El seu fons personal es conserva a la Biblioteca de Catalunya, on ingressà juntament amb la documentació d'Àngel Guimerà. Inclou documentació personal, correspondència, originals d'articles de Pere Aldavert (molts d'ells inèdits), fotografies i altra documentació. A l'Arxiu Nacional de Catalunya. es conserva igualment un conjunt de documentació produïda en funció de la seva activitat periodística, i alguna correspondència.